# International Society on Dynamic Games
Die International Society on Dynamic Games (kurz: ISDG, übersetzt: Internationale Gesellschaft der dynamischen Spiele) ist eine internationale, nicht-kommerzielle, wissenschaftliche Organisation zur Förderung der dynamischen Spieltheorie.

## Geschichte
Die ISDG wurde am 9. August 1990 in Helsinki, Finnland, anlässlich der Fachkonferenz „4th International Symposium on Dynamic Games and Applications“ an der technischen Universität Helsinki gegründet. Die ISDG wird durch einen Vorstand unter dem Vorsitz ihres Präsidenten geleitet. ISDG-Präsidenten seit 1990 waren:
- 1990–1994: Tamer Başar
- 1994–1998: Alain Haurie
- 1998–2002: Pierre Bernhard
- 2002–2006: Georges Zaccour
- 2006–2008: Geert Jan Olsder
- 2008–2012: Leon Petrosyan
- 2012–2016: Michèle Breton
- 2016–2022: Vladimir Mazalov
- seit 2022: Florian Wagener

Die ISDG vereinigt über 350 Wissenschaftler aus Sozialwissenschaften, Wirtschaftswissenschaften, Mathematik und Ingenieurwissenschaften.
Die ISDG ist Partner-Gesellschaft des De-Gruyter-Verlags.

## Ziele der ISDG
- Förderung und Unterstützung der Entwicklung und Anwendung der dynamischen Spieltheorie.
- Veröffentlichung von wissenschaftlichen Erkenntnissen durch alle geeigneten Informationswege. Die ISDG erreicht diese Ziele durch die Organisation oder Mitorganisation von Symposien, Konferenzen und Seminaren und durch Veröffentlichungen von ausgezeichneten hoch qualitativen Fachzeitschriften.
- Kontakt mit der internationalen Forschungsgemeinschaft herstellen, speziell mit anderen Verbänden, die sich mit Spieltheorie, Optimierung, Entscheidungsanalyse und dynamischen Systemen beschäftigen.[3]

## ISDG-Veröffentlichungen
- Annals of the International Society of Dynamic Games (series ed.: Tamer Başar; published by Birkhäuser)
- Dynamic Games and Applications (editor-in-chief: Georges Zaccour; published by Birkhäuser)
- International Game Theory Review (managing editor: David W. K. Yeung, editors: Hans Peters, Leon A. Petrosyan; published by World Scientific Publishing Co. Pte. Ltd.)

## Isaac-Auszeichnung
Der Vorstand des internationalen Vereins der dynamischen Spiele (ISDG) entschied im Jahre 2003 eine Auszeichnung für „herausragende Beiträge zur Theorie und Anwendungen der dynamischen Spiele“ ins Leben zu rufen. Seit dem Jahre 2004 werden zwei Wissenschaftler bei jedem Symposium ausgezeichnet. Die Auszeichnung wurde nach Rufus Isaacs benannt, dem anerkannten Gründungsvater der Differentialspiele. Die Preisträger sind:
- 2004: Yo-Chi Ho & George Leitmann
- 2006: Nikolay Krasovskii & Wendell Fleming
- 2008: Pierre Bernhard & Alain Haurie
- 2010: Tamer Başar & Geert Jan Olsder
- 2012: Steffen Jørgensen & Karl Sigmund
- 2014: Eitan Altman & Leon Petrosyan
- 2016: Martino Bardi & Ross Cressman
- 2018: Andrzej Nowak & Georges Zaccour
- 2022: Pierre Cardaliaguet & Mabel Tidball
- 2024: Joel Brown & Roland Malhamé